# فرع خلفي من العصب العصعصي
لا ينقسم الفرع الخلفي للعصب العصعصي إلى فرع وسطي (إنسي) ووجانبي (وحشي)، ولكنه يتلقى فرعًا موصلًا من العصب العجزي الأخير، والذي يتوزع على الجلد فوق الجزء الخلفي من العصعص.